# Francesco Baracca
Francesco Baracca, italijanski častnik, vojaški pilot in letalski as, * 9. maj 1888, † 19. junij 1918.
Baracca je med prvo svetovno vojno dosegel 35 zračnih zmag in tako bil najuspešnejši italijanski letalski as te vojne.
Po njem je bila poimenovala osnovna šola v Ocizli, ki so jo zgradili Italijani z namenom poitalijančevanja prebivalstva leta 1936. Do kapitulacije Italije je delovala pod italijanskim režimom. 